# میدراش

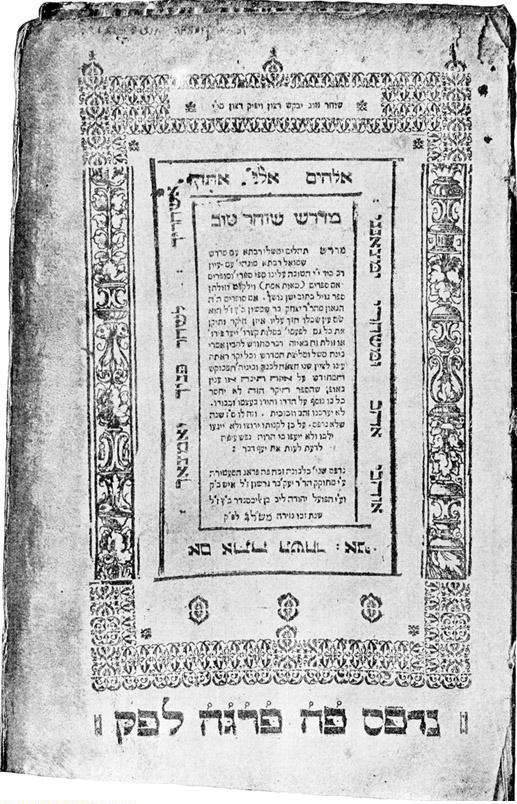
صفحه عنوان کتاب میدراش

تفسیر کتاب مقدس یهود یا میدراش (به عبری: מדרש) یکی از کتاب‌های دینی یهودیان است که به زبان عبری در مورد داستان‌های پندآموز و موعظه‌گر قوم یهود و نیز در مورد تنخ (عهد عتیق) نیز گفتگو می‌کند.
تفسیر کتاب مقدس یهود تلاش می‌کند مشکلات را در تفسیر عبارات دشوار متن عبری کتاب مقدس (عهد عتیق)حل و فصل نماید. همچنین در جهت حفظ و گسترش سنت‌های یهودی تلاش می‌کند.